# Anita Simonis
Anita Simonis (New York, 2 marzo 1926 – Raleigh, 11 dicembre 2011) è stata una ginnasta statunitense.

## Palmarès

### Olimpiadi
- 1 medaglia:
  - 1 bronzo (Londra 1948 a squadre)